# Myanglung
Myanglung (Nepali म्याङलुङ Myanglung) ist eine Stadt (Munizipalität) im Osten Nepals im Distrikt Terhathum.
Myanglung liegt auf einer Höhe von 1610 m 5 km nördlich des Tamor-Flusses.
In Myanglung befindet sich die Distriktverwaltung.
Die Stadt entstand 2014 durch Zusammenlegung der Village Development Committees (VDCs) Ambung, Jirikhimti, Myanglung, Piple, Sabla und Tamphula. Das Stadtgebiet umfasst 100,1 km².

## Einwohner
Bei der Volkszählung 2011 hatten die VDCs, aus welchen die Stadt Myanglung entstand, 19.659 Einwohner (davon 9109 männlich) in 4595 Haushalten.